# ميرفين بروغان
ميرفين بروغان (بالإنجليزية: Mervyn Brogan)‏ هو عسكري أسترالي، ولد في 10 يناير 1915 في Crows Nest, New South Wales ‏ في أستراليا، وتوفي في 8 مارس 1994.